# Universidad de Orán
La Universidad de Orán - Es Senia (en árabe جامعة وهران السانية) es una universidad argelina situada en el vilayato de Orán.
La universidad de Orán es una de las más importantes y más grandes universidades argelinas donde en cada promoción obtienen su respectivo título miles de estudiantes a través de las diversas disciplinas y cuenta además con una de las bibliotecas más importantes del país con un volumen de alrededor de 200 000 libros.
La universidad de Orán dispone de un régimen lingüístico bilingüe, esto es, las clases se imparten en árabe y francés según la disciplina o la asignatura.

## Logo
El logo tiene a simple vista un león dorado en su parte izquierda en consonancia con el símbolo de la ciudad, el león. Este felino o su nombre aparece en la ciudad en varios aspectos como leyendas, lugares geográficos o monumentos como en la entrada del ayuntamiento.
El nombre aparece en los dos idiomas que utiliza el personal académico: el árabe en la parte superior y el francés en la inferior.

## Historia
Los orígenes de la universidad se encuentran en las postrimerías de la etapa francesa de Argelia pero sin tener carácter de universidad todavía ya que se trataba de un centro de formación. Gracias al decreto nº 65-119 del 13 de abril de 1961 adquiere el rango de centro universitario y no es hasta el decreto n°67 – 278 del 20 de diciembre de 1967 que adquiere definitivamente la categoría de universidad organizada en 4 facultades. En 1998 se amplió el número de facultades a 8.
La universidad fue el primer centro universitario de la Argelia independiente, tras la Universidad de Argel fundada bajo la Argelia francesa y fue inaugurada por el presidente Huari Bumedién el 12 de diciembre de 1966.
Debido a que era la segunda universidad argelina, ubicada además en la segunda ciudad por importancia, y que se nutría de todos los estudiantes del oeste del país, sufrió un incremento notable de población estudiantil.
| Progresión del número de estudiantes de la universidad en sus primeros años | Progresión del número de estudiantes de la universidad en sus primeros años | Progresión del número de estudiantes de la universidad en sus primeros años | Progresión del número de estudiantes de la universidad en sus primeros años |
| 65-66                                                                       | 66-67                                                                       | 67-68                                                                       | 68-69                                                                       |
| --------------------------------------------------------------------------- | --------------------------------------------------------------------------- | --------------------------------------------------------------------------- | --------------------------------------------------------------------------- |
| 600                                                                         | 800                                                                         | 1000                                                                        | 1500                                                                        |

## Facultades e Institutos
La Universidad de Orán es pluridisciplinar e imparte la formación y gestiona la investigación en varios campos científicos.
La estructura interna de la Universidad se organiza de la siguiente manera:

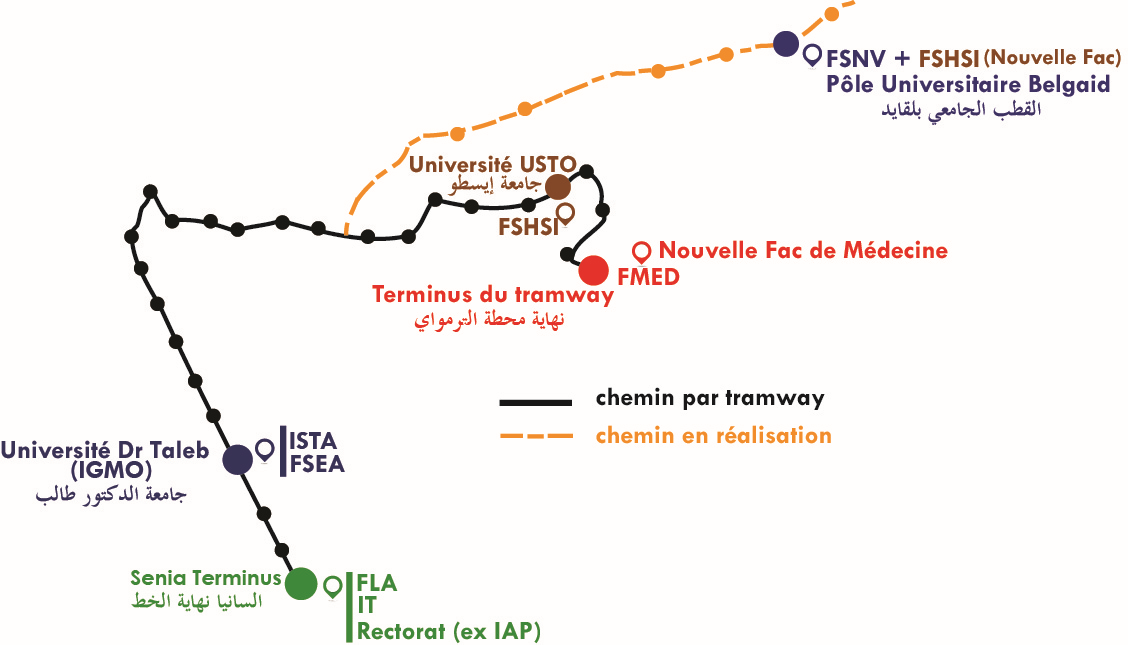
Mapa de las facultades distribuidas por la ciudad de Orán y Es Senia.

| Campus                          | Facultad                                                            | Departamento              | Titulaciones                |
| ------------------------------- | ------------------------------------------------------------------- | ------------------------- | --------------------------- |
|                                 | Facultad de Ciencias                                                |                           |                             |
|                                 | Facultad de Ciencias de la tierra y planificación del territorio    |                           |                             |
|                                 | Facultad de Ciencias de la Ingeniería                               |                           |                             |
|                                 | Facultad de Derecho                                                 | Derecho privado           | Derecho de los negocios     |
| Derecho de relaciones jurídicas | Facultad de Derecho                                                 | Derecho privado           |                             |
| Derecho público                 | Facultad de Derecho                                                 | Derecho público económico |                             |
| Ciencias políticas              | Facultad de Derecho                                                 | Ciencias políticas        |                             |
|                                 | Facultad de Medicina                                                | Medicina                  |                             |
| Es Senia                        | Facultad de Letras, lenguas y artes                                 |                           |                             |
| Es Senia                        | Facultad de Letras, lenguas y artes                                 | Letras y lengua árabe     | Árabe                       |
| Es Senia                        | Facultad de Letras, lenguas y artes                                 | Traducción                | Traducción e interpretación |
| Es Senia                        | Facultad de Letras, lenguas y artes                                 | Artes dramáticas          | Crítica literaria y teatral |
| Es Senia                        | Facultad de Letras, lenguas y artes                                 | Lenguas anglosajonas      | Inglés                      |
| Es Senia                        | Facultad de Letras, lenguas y artes                                 | Lenguas anglosajonas      | Alemán                      |
| Es Senia                        | Facultad de Letras, lenguas y artes                                 | Lenguas latinas           | Francés                     |
| Es Senia                        | Facultad de Letras, lenguas y artes                                 | Lenguas latinas           | Español                     |
| Es Senia                        | Facultad de Ciencias sociales                                       | Psicología                | Psicología                  |
| Es Senia                        | Facultad de Ciencias sociales                                       | Sociología                | Sociología                  |
| Es Senia                        | Facultad de Ciencias sociales                                       | Filosofía                 | Filosofía                   |
| Es Senia                        | Facultad de Ciencias sociales                                       | Demografía                | Demografía                  |
|                                 | Facultad de Economía, ciencias de la gestión y ciencias comerciales |                           |                             |
|                                 | Facultad de Ciencias humanas y civilización islámica                |                           |                             |
|                                 | Instituto de mantenimiento y seguridad industrial                   |                           |                             |